# Alexandre Kojève
Alexandre Kojève, nascut Aleksandr Vladímirovitx Kojevnikov, rus: Александр Владимирович Кожевников (Moscou, Imperi Rus, 28 d'abril de 1902 – Brussel·les, Bèlgica, 4 de juny de 1968) fou un filòsof neohegelià francès d'origen rus, nebot de Vassili Kandinski. La interpretació original de la filosofia de Hegel, feta per Kojève, va tenir una gran influència en la vida intel·lectual de França i en el clima filosòfic europeu del segle xx. Fou el creador del concepte "La Fi de la Història", que seria modificat posteriorment per Francis Fukuyama.